# Sonic Boom (Kiss-Album)
Sonic Boom ist das 19. Studioalbum der US-amerikanischen Hard-Rock-Band Kiss. Es wurde 2009 aufgenommen und veröffentlicht, elf Jahre nach Psycho Circus, dem letzten Studioalbum.

## Entstehungsgeschichte

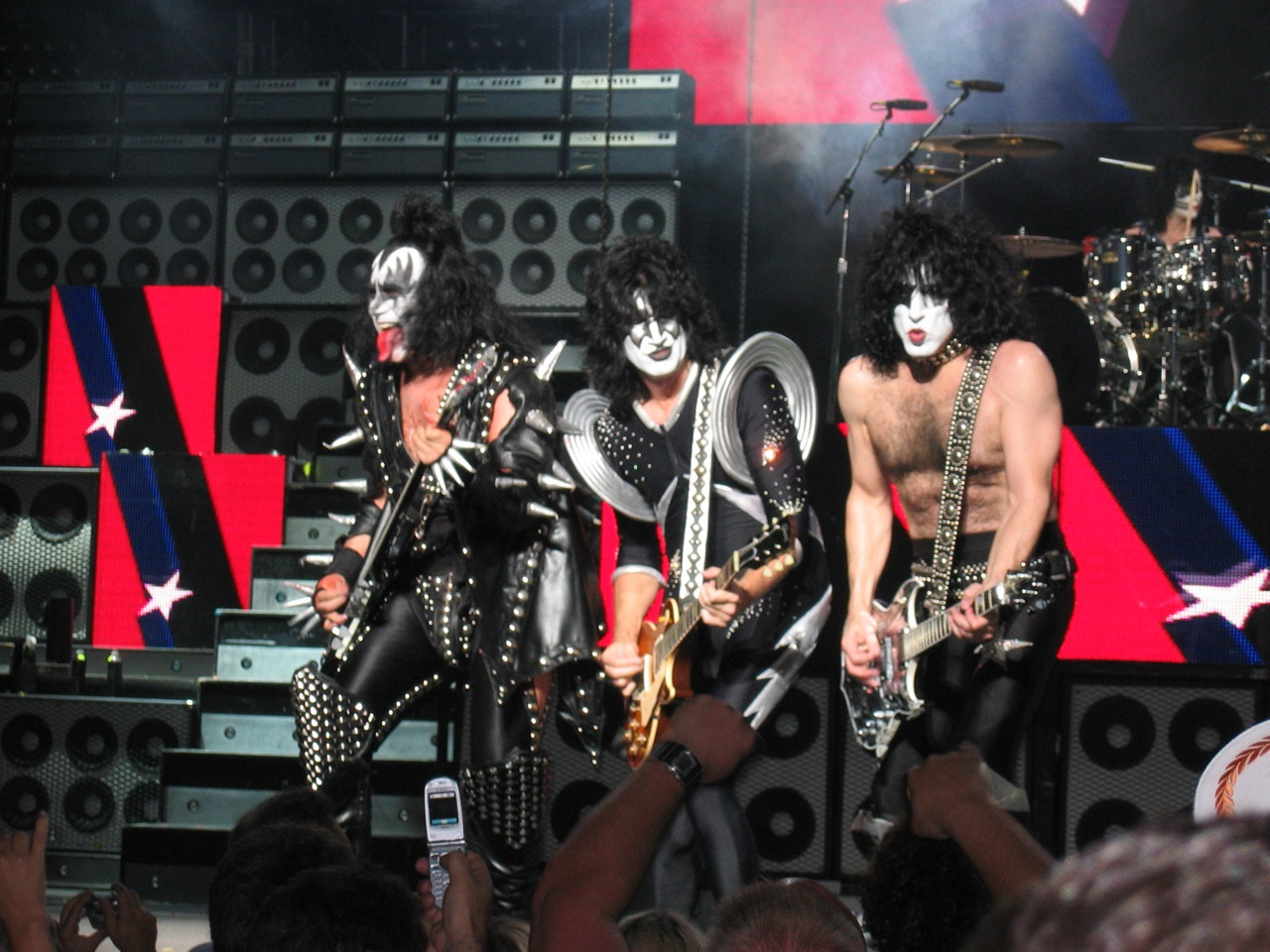
Kiss in ihrem Make-up in Boston 2004

### Aufnahmen
Zunächst zeigten Kiss kein Interesse an einem neuen Album, stattdessen waren weitere Tourneen mit altem Songmaterial geplant. Anfang 2009 entschied sich die Gruppe um. Im Frühjahr begann das Songwriting, die Proben erfolgten im Mai und im Juni 2009 wurde das Album aufgenommen. Die Aufnahmen fanden in den Conway Studios in Hollywood statt; digital wurde nicht aufgenommen, sondern nur analog, um ein „authentisches Feeling“ in die Songs zu bekommen. Gastmusiker waren ebenso wenig eingeladen wie Gastsongwriter. Das gesamte neue Material stammte insofern von den Bandmitgliedern selbst. Keyboards finden sich auf der LP ebenso wenig wie die sonst obligatorische Ballade. Rhythmusgitarrist, Sänger und Frontmann Paul Stanley produzierte das Album. Seiner Ansicht nach fehlte der Band in der Vergangenheit manchmal etwas, um die bestmöglichen Alben aufzunehmen, entweder die Chemie, die Besetzung oder die Bereitschaft zur höchstmöglichen Hingabe jedes Einzelnen. Das sei diesmal jedoch anders gewesen. Stanley sieht es so: „Bevor wir mit dem Album begonnen haben, sagte ich, dass ich nur interessiert bin, wenn ich produziere und einige grundsätzliche Regeln befolgt werden: totale Hingabe von uns allen, purer Gitarren-getriebener Kiss-Sound, keine außen stehenden Songwriter, keine Gastmusiker und meine Meinung ist die endgültige. Alle sagten dazu ja und wir hatten alle so viel Spaß wie kaum zuvor.“ Zur fertiggestellten Scheibe meinte Bassgitarrist Gene Simmons, die Platte sei die beste seit Destroyer von 1976, eine Melange aus Rock and Roll Over von 1976 und Love Gun von 1977. Tatsächlich ähnelt der Stil dem der Alben aus den 1970er- und großenteils auch aus den 1980er-Jahren.

### Cover
Das Cover hat Michael Doret gestaltet. Er hatte auch bereits das 76er-Cover für Rock and Roll Over geschaffen. Beide Cover haben eine ähnliche Darstellung und sehen sich ähnlich. Die Aufmachung von Sonic Boom zeigt die Schriftzüge der Band und des Albumnamens sowie die vier Gesichter in comicartigen, knallbunten, orangedominierten Farben. Die Porträtfotos der Bandmitglieder sind bearbeitet und verfremdet, so dass die Unterschiede zwischen Fotografie und Zeichnung verwischen. Das Gleiche gilt für die Coverinnenseiten und die Rückseite. Die CD selbst trägt den Schriftzug Sonic Boom, die beiden Bonusscheiben sind hingegen schlichter gestaltet.

### Erscheinungsformen
Sonic Boom erschien sowohl als konventionelle Einzel-CD, als Sonderausgabe-CD/DVD-Box, sowie in einer limitierten Version als LP.
In der Special Edition ist die zweite CD der Box eine Best-of-Kompilation vom August 2007, auf der die aktuelle Besetzung im Henson Recording Studio in Hollywood alte Stücke neu einspielte. Im Einzelnen handelt es sich um Deuce, Detroit Rock City, Shout It Out Loud, Hotter Than Hell, Calling Dr. Love, Love Gun, I Was Made for Lovin’ You, Heaven’s On Fire, Lick It Up, I Love It Loud, Forever, Christine Sixteen, Do You Love Me, Black Diamond und Rock and Roll All Nite. Die Songs sind zwar nicht wesentlich verändert, sie sind jedoch zeitgemäßer, technisch runder und weicher produziert. Eric Singer interpretiert Black Diamond, das traditionsgemäß vom Drummer gesungen wird. Die CD erschien 2008 in Japan als Einzel-CD unter dem Namen Jigoku-Retsuden.
Die DVD besteht aus Mitschnitten aus einem Konzert der Kiss Alive/35 World Tour in Buenos Aires im April 2009. Darauf sind die Klassiker Deuce, Hotter Than Hell, C’mon And Love Me, Watchin’ You, 100,000 Years und Rock & Roll All Nite zu sehen. Die Special Edition-Box wird in den USA ausschließlich über Walmart vertrieben.
Die LP-Version erschien in den Farben Lila, Rot, Grün, Blau und Schwarz. Von jeder Farbversion wurden 1.000 Stück hergestellt, die in einem Gatefold-Cover angeboten wurden, das zusätzlich ein farbiges Poster enthielt. Auf der Innenhülle waren die Texte der auf dem Album enthaltenen Lieder abgedruckt. Diese Version des Albums wurde ausschließlich über die Website der Band vertrieben.

## Titelliste
1. 3:36 Modern Day Delilah Gesang: Paul Stanley; Text und Musik: Paul Stanley
2. 4:32 Russian Roulette Gesang: Gene Simmons; Text und Musik: Gene Simmons
3. 3:26 Never Enough Gesang: Paul Stanley; Text und Musik: Paul Stanley, Gene Simmons, Tommy Thayer
4. 3:01 Yes I Know (Nobody’s Perfect) Gesang: Gene Simmons; Text und Musik: Gene Simmons, Paul Stanley
5. 4:47 Stand Gesang: Paul Stanley, Gene Simmons; Text und Musik: Paul Stanley
6. 3:34 Hot and Cold Gesang: Gene Simmons; Text und Musik: Gene Simmons
7. 3:50 All for the Glory Gesang: Eric Singer; Text und Musik: Paul Stanley
8. 4:21 Danger Us Gesang: Paul Stanley; Text und Musik: Paul Stanley
9. 3:45 I’m an Animal Gesang: Gene Simmons; Text und Musik: Gene Simmons
10. 3:42 When Lightning Strikes Gesang: Tommy Thayer; Text und Musik: Paul Stanley, Gene Simmons, Tommy Thayer
11. 4:23 Say Yeah Gesang: Paul Stanley; Text und Musik: Paul Stanley, Gene Simmons, Eric Singer

## Charterfolge

### Album
Das Album gelangte bereits in den ersten beiden Wochen nach seiner Veröffentlichung in die Top Ten. In den USA und in Norwegen erreichte es Platz 2 und in Ländern wie Deutschland, Österreich, Finnland und Schweden die Top 10.

### Singles
Modern Day Delilah war die erste, vorab veröffentlichte Auskopplung, die in den Mainstream Rock Charts der USA bis auf Platz 15 gelangte. Als zweite ausgekoppelte Single folgte am 8. Dezember 2009 Say Yeah.

## Kritiken
- Rocks schrieb: „Ein echtes Retro-Album wie Sonic Boom hätte Kiss wohl kaum jemand zugetraut. Die starke Single ›Modern Day Delilah‹ gehört noch zu den schwächeren Nummern der Platte.“[14] Das Magazin nahm das Album in seine Liste der Alben des Jahres 2009 auf.[15]
- Rock Hard Online meinte im September 2009: „Das Album kann unterm Strich durchaus an die besten Werke der unmaskierten Besetzungen anknüpfen.“[16]
- metal.de meinte im September 2009: „Der Sound ist erstaunlicherweise gleichermaßen zeitgemäß und trocken, besitzt aber immer unverkennbar die typischen KISS-Trademarks der Siebziger. […] ‚Sonic Boom‘ ist – trotz oder gerade wegen der schier unermesslichen Erwartung – ein richtig gutes und überzeugendes Album.“[17]
- Der Medienkonverter meinte im Oktober 2009: „Braucht die Welt dieses Album? Jein – kein Song von ‚Sonic Boom‘ wird auf der dreißigsten Best Of in 15 Jahren erscheinen, dafür ragt einfach zu wenig heraus. Dennoch kann ‚Sonic Boom‘ über weite Strecken unterhalten.“[18]
- MusikWoche meinte im Oktober 2009: „Auf ihrem 19. Studioalbum präsentiert sich die Band um die beiden Originalmitglieder Gene Simmons und Paul Stanley in bestechender Form. Kiss verzichten in den elf Tracks auf modische Mätzchen und konzentrieren sich ganz auf den von ihren Fans so geliebten klassischen Hardrock-Sound.“[19]
- Bavariaradio.de meinte im Oktober 2009: „Sonic Boom spiegelt von der ersten bis zur letzten Note die Frische der aktuellen Bandbesetzung wider, hier wird mit einer Energie und Spielfreude drauflosgerockt, die vielen Nachwuchs-Gruppen abgeht. Stilistische Experimente sind ebenso Fehlanzeige wie allzu poppige Arrangements, Kiss konzentrieren sich auf bluesigen Hardrock, der endlich wieder von jenen luftigen Mitsing-Refrains gekrönt wird, die die Band einst groß machten.“[20]
- whiskey-soda.de meinte 2009: „Unglaublich, aber wahr: Man findet hier nicht eine einzige schwache Nummer! Der Longplayer besticht stattdessen mit einer äußerst vielseitigen Mischung aus großartigen Songs, in denen KISS konsequent ihre Stärken vergangener Jahrzehnte ausspielen.“[21]
- Metal Hammer zeichnete Sonic Boom im Dezember 2009 als bestes Album des Jahres im Genre „Hard Rock/Heavy Rock/Rock 'n' Roll“ aus.[22]